# موغنس كوش
موغنس كوش (بالدنماركية: Mogens Koch)‏ هو مهندس معماري ومصمم دنماركي، ولد في 2 مارس 1898، وتوفي في 16 سبتمبر 1992.